# Jackie Mason

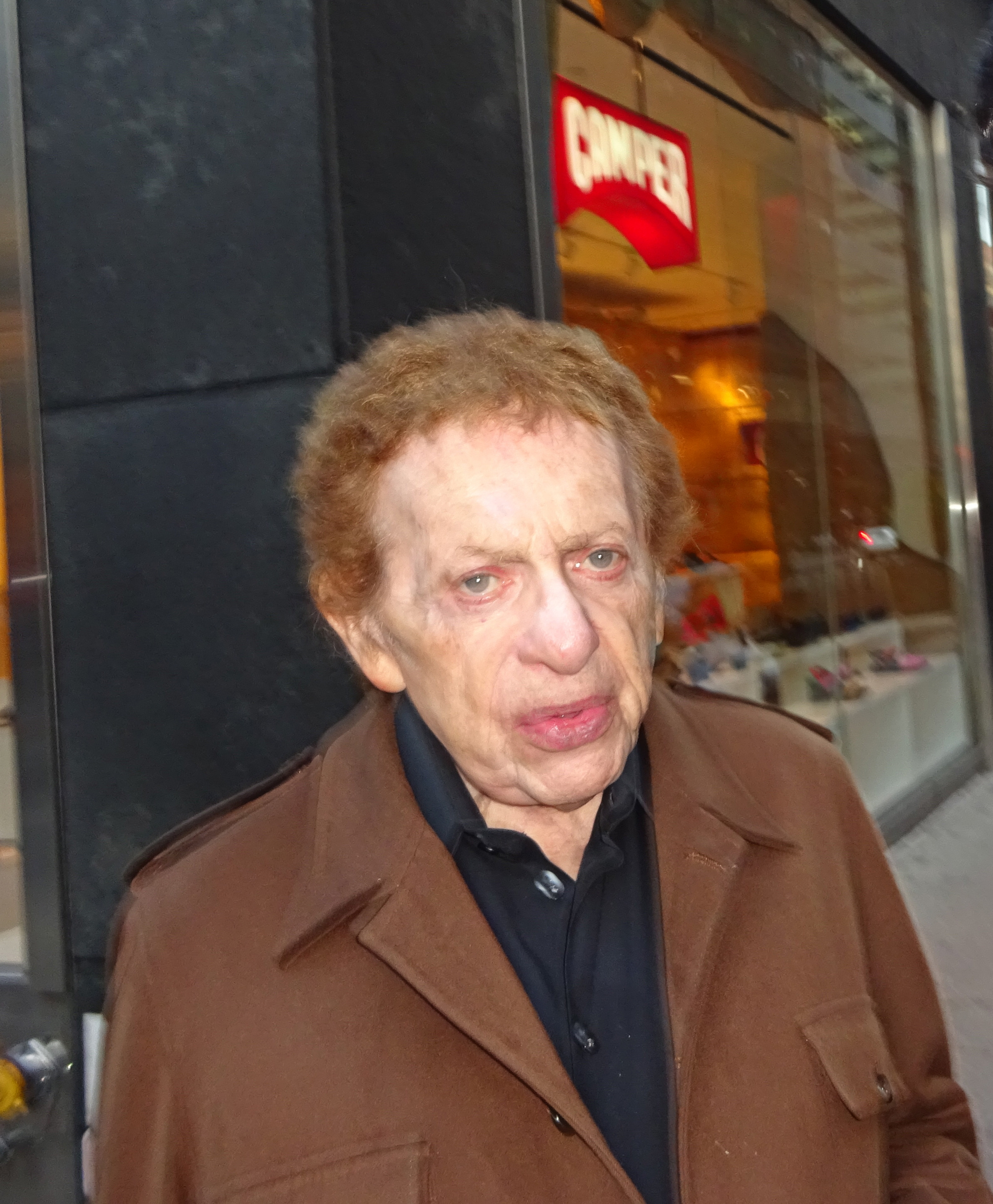
Jackie Mason (2016)

Jackie Mason (* 9. Juni 1928 als Jacob Moshe Maza in Sheboygan, Wisconsin; gestorben am 24. Juli 2021 in New York) war ein US-amerikanischer Schauspieler, Stand-up-Comedian, Synchronsprecher und Rabbiner.

## Leben
Jackie Mason wurde 1928 als Jacob Moshe Maza in Sheboygan geboren und wuchs in Lower East Side, Manhattan auf. Er verließ das City College of New York mit einem Bachelor of Arts. Im Alter von 25 Jahren wurde er in Latrobe, Pennsylvania zum Rabbi, wie seine drei Brüder, Vater, Großvater und Urgroßvater. Drei Jahre später entschied sich Mason, Comedian zu werden. Er hat eine 1985 geborene uneheliche Tochter, Sheba Mason. Sie ist auch als Komikerin tätig.
Jackie Mason heiratete am 14. August 1991 die Filmproduzentin Jyll Rosenfeld. Er starb im Juli 2021 nach kurzem Krankenhausaufenthalt im Alter von 93 Jahren.

## Karriere
Mason gab sein Schauspieldebüt im Jahr 1972 in dem Film The Stoolie, in dem er die Hauptrolle spielte. Im Jahr darauf synchronisierte er für den Film Der Schläfer den Roboter, wird aber nicht im Abspann erwähnt. Es folgte ein Auftritt in der Fernsehserie Die liebsten Stewardessen, in der Jackie Mason einen Rabbi spielte. In Reichtum ist keine Schande ist er neben Steve Martin zu sehen, wobei Carl Reiner neben der Regietätigkeit auch eine Rolle spielte. Als Jude erhielt er eine Rolle in Mel Brooks – Die verrückte Geschichte der Welt. In der Filmkomödie Caddyshack II erhielt er die Hauptrolle des Jack Hartounian neben Robert Stack. Im Jahr 1989 spielte Jackie Mason in allen zwölf Folgen der Comedyserie Chicken Soup die Rolle des Jackie Fisher. Von 1991 bis 2014 sprach er die Stimme von Rabbi Hyman Krustofski in Die Simpsons, den Vater von Krusty der Clown.
Im Jahr 2005 wurde Jackie Mason auf den 63. Platz der 100 größten Stand-up-Comedians gewählt.

## Weiteres
1991 wurde Mason von afroamerikanischen Organisationen wie der NAACP angegriffen, weil er New Yorks Bürgermeister David Dinkins „einen eleganten/aufgetakelten shvartzen mit Schnurrbart“ genannt hatte. Der Begriff shvartze ist ein abwertender jiddischer Begriff für Schwarze. Später entschuldigte er sich dafür.
Mason nannte Barack Obama im März 2009 einen „shvartzen“. Für diese Äußerung entschuldigte sich Mason nicht und kritisierte Obama, den er für einen Lügner und Verräter hielt, der in eine geschlossene Anstalt gehöre.
Mason forderte von israelischen Politikern, über die Vertreibung von Palästinensern aus dem Gazastreifen, Ostjerusalem und dem Westjordanland nachzudenken. Außerdem sollte über die Ausbürgerung und Vertreibung israelischer Staatsbürger mit arabischer Herkunft nachgedacht werden.
Im Januar 2001 gehörte Mason zu den Gründern der Organisation One Jerusalem, die sich gegen die Rückgabe Ostjerusalems an die Palästinenser nach einem etwaigen Friedensvertrag mit Israel richtet.
2006 klagte Mason gegen die Organisation Jews for Jesus, die ihn gegen seinen Willen als Unterstützer bezeichnet hatte.

## Filmografie (Auswahl)
- 1972: The Stoolie
- 1973: Der Schläfer (Sleeper, Stimme)
- 1979: Die liebsten Stewardessen (Flying High, Fernsehserie, Folge 1x17 It Was Just One of Those Days)
- 1979: Reichtum ist keine Schande (The Jerk)
- 1981: Best of Times (Fernsehfilm)
- 1981: Mel Brooks – Die verrückte Geschichte der Welt (History of the World: Part I)
- 1988: Caddyshack II
- 1989: Chicken Soup (Fernsehserie, zwölf Folgen)
- 1991–2012: Die Simpsons (The Simpsons, Fernsehserie, elf Folgen)
- 2003: Cosmo & Wanda – Wenn Elfen helfen (The Fairly OddParent, Fernsehserie, Folge 3x07 Beddy Bye/The Grass Is Greener)
- 2008: What Blows Up Must Come Down! (Kurzfilm)
- 2011: Just Say No (Kurzfilm)

## Auszeichnungen
- 1987: Special Tony Award für The World According to Me
- 1988: Emmy Award in der Kategorie Drehbuch für eine Varieté-, Musik- oder Comedysendung für The World According to Me
- 1989: Bei der Verleihung der Goldenen Himbeere war er für Caddyshack II in der Kategorie schlechtester Schauspieler nominiert
- 1992: Emmy Award in der Kategorie Outstanding Voice-Over Performance für Die Simpsons